# Општина Керетаро (Керетаро)
Керетаро (шп. Querétaro) општина је у Мексику у савезној држави Керетаро. Општина се налази на надморској висини од 1824 м.

## Становништво
Према подацима из 2010. у општини је живело 801940 становника.

### Хронологија
| Година       | 2000                     | 2005                     | 2010                     |
| ------------ | ------------------------ | ------------------------ | ------------------------ |
| Становништво | 641386 (310655 / 330731) | 734139 (355821 / 378318) | 801940 (389403 / 412537) |

### Попис
| \| \| м \| \| \| ж \| \| 0—2 \| 20.989 \| \| \| 20.351 \| \| 3—5 \| 22.006 \| \| \| 21.208 \| \| 6—11 \| 44.032 \| \| \| 43.041 \| \| 12—14 \| 21.890 \| \| \| 21.423 \| \| 15—17 \| 23.501 \| \| \| 23.170 \| \| 18—24 \| 53.574 \| \| \| 55.574 \| \| 60+ \| 26.186 \| \| \| 32.343 \| \| Просек : \| 29,0 \| \| \| 30,1 \| |        |  |  |        |
| |        |  |  |        |
| | м      |  |  | ж      |
| 0—2 | 20.989 |  |  | 20.351 |
| 3—5 | 22.006 |  |  | 21.208 |
| 6—11 | 44.032 |  |  | 43.041 |
| 12—14 | 21.890 |  |  | 21.423 |
| 15—17 | 23.501 |  |  | 23.170 |
| 18—24 | 53.574 |  |  | 55.574 |
| 60+ | 26.186 |  |  | 32.343 |
| Просек : | 29,0   |  |  | 30,1   |

| #   | Индикатор                                                                                        | Вредност |
| --- | ------------------------------------------------------------------------------------------------ | -------- |
| 1   | Становништво од 0 до 2 године                                                                    | 41340    |
| 2   | Мушко становништво од 0 до 2 године                                                              | 20989    |
| 3   | Женско становништво од 0 до 2 године                                                             | 20351    |
| 4   | Становништво са 3 и више година                                                                  | 751220   |
| 5   | Мушко становништво са 3 и више година                                                            | 363714   |
| 6   | Женско становништво са 3 и више година                                                           | 387506   |
| 7   | Становништво са 5 и више година                                                                  | 722306   |
| 8   | Мушко становништво са 5 и више година                                                            | 349060   |
| 9   | Женско становништво са 5 и више година                                                           | 373246   |
| 10  | Становништво са 12 и више година                                                                 | 620933   |
| 11  | Мушко становништво са 12 и више година                                                           | 297676   |
| 12  | Женско становништво са 12 и више година                                                          | 323257   |
| 13  | Становништво са 15 и више година                                                                 | 577620   |
| 14  | Мушко становништво са 15 и више година                                                           | 275786   |
| 15  | Женско становништво са 15 и више година                                                          | 301834   |
| 16  | Становништво са 18 и више година                                                                 | 530949   |
| 17  | Мушко становништво са 18 и више година                                                           | 252285   |
| 18  | Женско становништво са 18 и више година                                                          | 278664   |
| 19  | Становништво од 3 до 5 година                                                                    | 43214    |
| 20  | Мушко становништво од 3 до 5 година                                                              | 22006    |
| 21  | Женско становништво од 3 до 5 година                                                             | 21208    |
| 22  | Становништво од 6 до 11 година                                                                   | 87073    |
| 23  | Мушко становништво од 6 до 11 година                                                             | 44032    |
| 24  | Женско становништво од 6 до 11 година                                                            | 43041    |
| 25  | Становништво од 8 до 14 година                                                                   | 101456   |
| 26  | Мушко становништво од 8 до 14 година                                                             | 51245    |
| 27  | Женско становништво од 8 до 14 година                                                            | 50211    |
| 28  | Становништво од 12 до 14 година                                                                  | 43313    |
| 29  | Мушко становништво од 12 до 14 година                                                            | 21890    |
| 30  | Женско становништво од 12 до 14 година                                                           | 21423    |
| 31  | Становништво од 15 до 17 година                                                                  | 46671    |
| 32  | Мушко становништво од 15 до 17 година                                                            | 23501    |
| 33  | Женско становништво од 15 до 17 година                                                           | 23170    |
| 34  | Становништво од 18 до 24 године                                                                  | 109148   |
| 35  | Мушко становништво од 18 до 24 године                                                            | 53574    |
| 36  | Женско становништво од 18 до 24 године                                                           | 55574    |
| 37  | Женско становништво од 15 до 49 година                                                           | 235016   |
| 38  | Становништво са 60 и више година                                                                 | 58529    |
| 39  | Мушко становништво са 60 и више година                                                           | 26186    |
| 40  | Женско становништво са 60 и више година                                                          | 32343    |
| 41  | Однос између мушкараца и жена                                                                    | 94.39    |
| 42  | Становништво од нуле до 14 година                                                                | 214940   |
| 43  | Становништво од 15 до 64 године                                                                  | 539384   |
| 44  | Становништво од 65 година и више                                                                 | 38236    |
| 45  | Просечан број деце                                                                               | 2        |
| 46  | Становништво рођено у ентитету                                                                   | 535739   |
| 47  | Мушко становништво рођено у ентитету                                                             | 261601   |
| 48  | Женско становништво рођено у ентитету                                                            | 274138   |
| 49  | Становништво рођено у другом ентитету                                                            | 249457   |
| 50  | Мушко становништво рођено у другом ентитету                                                      | 119373   |
| 51  | Женско становништво рођено у другом ентитету                                                     | 130084   |
| 52  | Становништво од 5 година и више резидентно у ентитету у јуну 2005. године                        | 660385   |
| 53  | Мушко становништво старосног доба од 5 година и више, резидентно у ентитету у јуну 2005. године  | 318104   |
| 54  | Женско становништво старосног доба од 5 и више година, резидентно у ентитету у јуну 2005. године | 342281   |
| 55  | Становништво од 5 година и више које је живело у другом ентитету у јуну 2005. године             | 52746    |
| 56  | Мушко становништво старије од 5 година које је живело у другом ентитету у јуну 2005. године      | 25571    |
| 57  | Женско становништво старије од 5 година које је живело у другом ентитету у јуну 2005. године     | 27175    |
| 58  | Становништво од 3 године и више које говори аутохтони језик                                      | 4267     |
| 59  | Мушко становништво старо 3 године и више које говори аутохтони језик                             | 2281     |
| 60  | Женско становништво старо 3 године и више које говори аутохтони језик                            | 1986     |
| 61  | Становништво од 3 године и више које говори аутохтони језик и не говори шпански језик            | 15       |
| 62  | Мушко становништво старо 3 године и више које говори аутохтони језик и не говори шпански         | 2        |
| 63  | Женско становништво старо 3 године и више које говори аутохтони језик и не говори шпански језик  | 13       |
| 64  | Становништво старо 3 године и више које говори аутохтони језик и шпански                         | 3124     |
| 65  | Мушко становништво старо 3 године и више које говори аутохтони језик и шпански                   | 1663     |
| 66  | Женско становништво старо 3 године и више које говори аутохтони језик и шпански                  | 1461     |
| 67  | Становништво од 5 година и више које говори аутохтони језик                                      | 4210     |
| 68  | Становништво од 5 година и више које говори аутохтони језик и не говори шпански језик            | 15       |
| 69  | Становништво од 5 година и више које говори аутохтони језик и говори шпански језик               | 3102     |
| 70  | Становништво у домородачким домаћинствима                                                        | 9704     |
| 71  | Становништво са ограничењима у активностима                                                      | 26897    |
| 72  | Становништво са ограниченим ходањем или кретањем, горе или доле                                  | 14159    |
| 73  | Становници са ограничењима вида, чак и уз кориштење сочива                                       | 8039     |
| 74  | Становништво са ограничењима говора, комуникације или конверзације                               | 2085     |
| 75  | Становништво са ограниченим слухом                                                               | 2448     |
| 76  | Становништво са ограничењима при одевању, купању или јелу                                        | 1408     |
| 77  | Становништво са ограничењима у опажању или учењу једноставних ствари                             | 1487     |
| 78  | Становништво са менталним ограничењима                                                           | 2882     |
| 79  | Становништво без ограничења активности                                                           | 762449   |
| 80  | Становништво од 3 до 5 година које не похађа школу                                               | 17017    |
| 81  | Мушко становништво од 3 до 5 година које не похађа школу                                         | 8740     |
| 82  | Женско становништво од 3 до 5 година које не похађа школу                                        | 8277     |
| 83  | Становништво од 6 до 11 година које не похађа школу                                              | 1825     |
| 84  | Мушко становништво од 6 до 11 година које не похађа школу                                        | 964      |
| 85  | Женско становништво од 6 до 11 година које не похађа школу                                       | 861      |
| 86  | Становништво од 12 до 14 година које не похађа школу                                             | 2641     |
| 87  | Мушко становништво од 12 до 14 година које не похађа школу                                       | 1545     |
| 88  | Женско становништво од 12 до 14 година које не похађа школу                                      | 1096     |
| 89  | Становништво од 15 до 17 година похађа школу                                                     | 33805    |
| 90  | Мушко становништво од 15 до 17 година похађа школу                                               | 16683    |
| 91  | Женско становништво између 15 и 17 година живота у школи                                         | 17122    |
| 92  | Становништво од 18 до 24 године похађа школу                                                     | 37819    |
| 93  | Мушко становништво од 18 до 24 године похађа школу                                               | 18888    |
| 94  | Женско становништво од 18 до 24 године похађа школу                                              | 18931    |
| 95  | Становништво од 8 до 14 година које не може да чита и пише                                       | 1912     |
| 96  | Мушко становништво старосног доба од 8 до 14 година које не може да чита и пише                  | 1099     |
| 97  | Женско становништво старосног доби од 8 до 14 година које не може да чита и пише                 | 813      |
| 98  | Становништво од 15 година и више које је неписмено                                               | 19150    |
| 99  | Мушко становништво од 15 година и више које је неписмено                                         | 6180     |
| 100 | Женско становништво од 15 година и више које је неписмено                                        | 12970    |
| 101 | Становништво старо 15 и више година без школовања                                                | 25167    |
| 102 | Мушко становништво старо 15 и више година без школовања                                          | 9246     |
| 103 | Женско становништво старо 15 и више година без школовања                                         | 15921    |
| 104 | Становништво старосног доба 15 и више година са непотпуним основним образовањем                  | 33773    |
| 105 | Мушко становништво старосног доба од 15 година и више са непотпуном основним образовањем         | 14226    |
| 106 | Женско становништво старосног доба 15 и више година са непотпуном основним образовањем           | 19547    |
| 107 | Становништво старо 15 и више година са комплетним основним образовањем                           | 74039    |
| 108 | Мушко становништво старо 15 година и више са комплетним основним образовањем                     | 32917    |
| 109 | Женско становништво старо 15 и више година са комплетним основним образовањем                    | 41122    |
| 110 | Становништво старосног доба 15 и више година са непотпуним средњим образовањем                   | 27086    |
| 111 | Мушко становништво старосног доба од 15 година и више са непотпуним средњим образовањем          | 15015    |
| 112 | Женско становништво старосног доба од 15 година и више са непотпуним средњим образовањем         | 12071    |
| 113 | Становништво старо 15 и више година са пуним секундарном образовањем                             | 130477   |
| 114 | Мушко становништво старосног доба од 15 година и више са пуним секундарном образовањем           | 65503    |
| 115 | Женско становништво старосног доба од 15 година и више са пуним секундарном образовањем          | 64974    |
| 116 | Становништво старије од 18 година са постосновним образовањем                                    | 266463   |
| 117 | Мушко становништво старије од 18 година са постосновним образовањем                              | 130432   |
| 118 | Женско становништво старије од 18 година са постосновним образовањем                             | 136031   |
| 119 | Просечна оцена школовања                                                                         | 10.2     |
| 120 | Просечан ниво образовања мушке популације                                                        | 10.46    |
| 121 | Просечан ниво образовања женског становништва                                                    | 9.96     |
| 122 | Економски активно становништво                                                                   | 362595   |
| 123 | Економски активна мушка популација                                                               | 219966   |
| 124 | Економски активна женска популација                                                              | 142629   |
| 125 | Становништво које није економски активно                                                         | 256164   |
| 126 | Мушко становништво које није економски активно                                                   | 76535    |
| 127 | Женско становништво које није економски активно                                                  | 179629   |
| 128 | Запослено становништво                                                                           | 345404   |
| 129 | Запослено мушко становништво                                                                     | 207359   |
| 130 | Запослено женско становништво                                                                    | 138045   |
| 131 | Незапослена популација                                                                           | 17191    |
| 132 | Незапослена мушка популација                                                                     | 12607    |
| 133 | Незапослена женска популација                                                                    | 4584     |
| 134 | Становништво без права на здравствене услуге                                                     | 206123   |
| 135 | Становништво које има право на здравствене услуге                                                | 585133   |
| 136 | Становништво које има право на ИМСС                                                              | 418444   |
| 137 | Становништво које има право на социјално осигурање                                               | 41077    |
| 138 | Становништво које има право на државно социјално осигурање                                       | 1165     |
| 139 | Становништво које има право на опште осигурање или здравствено осигурање за нову генерацију      | 100176   |
| 140 | Становништво које је било једном или није било у браку током 12 година и више                    | 238243   |
| 141 | Венчано или уједињено становништво од 12 година и више                                           | 329122   |
| 142 | Становништво које је било у браку или уједињено 12 година и више                                 | 52642    |
| 143 | Становништво са католичком религијом                                                             | 718663   |
| 144 | Протестанти, еванђелисти и библијски следбеници различити од еванђелиста                         | 42884    |
| 145 | Становништво са другим религијама различитим од претходних                                       | 929      |
| 146 | Становништво без религије                                                                        | 24020    |
| 147 | Укупно пописаних домаћинства                                                                     | 202791   |
| 148 | Пописна домаћинства на челу са мушкарцима                                                        | 150429   |
| 149 | Пописна домаћинства на челу са женама                                                            | 52362    |
| 150 | Становништво у пописним домаћинствима                                                            | 789566   |
| 151 | Становништво у пописним домаћинствима на челу са мушкарцима                                      | 612859   |
| 152 | Становништво у пописним домаћинствима на челу са женама                                          | 176707   |
| 153 | Укупно домаћинстава                                                                              | 257156   |
| 154 | Укупно насељених домаћинстава                                                                    | 205925   |
| 155 | Укупно приватних кућа                                                                            | 254022   |
| 156 | Насељени приватни домови                                                                         | 202791   |
| 157 | Укупно насељених приватних кућа                                                                  | 205832   |
| 158 | Ненасељене приватне куће                                                                         | 37706    |
| 159 | Појединачна домаћинства за привремену употребу                                                   | 13525    |
| 160 | Становници у насељеним приватним кућама                                                          | 789566   |
| 161 | Насељеност станара у приватним становима                                                         | 3.89     |
| 162 | Просечно становника по соби у приватним насељеним домаћинствима                                  | 0.89     |
| 163 | Појединачна домаћинства са подовима од различитих материјала од земље                            | 195913   |
| 164 | Појединачна домаћинства у приземљу                                                               | 5647     |
| 165 | Појединачна домаћинства са једном спаваћом собом                                                 | 47306    |
| 166 | Појединачна домаћинства са две спаваће собе и више                                               | 154806   |
| 167 | Појединачна домаћинства са једним собом                                                          | 7744     |
| 168 | Појединачна домаћинства са две собе                                                              | 19161    |
| 169 | Појединачна домаћинства са 3 собе и више                                                         | 174946   |
| 170 | Појединачна домаћинства која имају електрично светло                                             | 201096   |
| 171 | Појединачна домаћинства која немају електрично светло                                            | 1167     |
| 172 | Појединачна домаћинства која имају водоводну воду у стамбеном простору                           | 193102   |
| 173 | Појединачна домаћинства која немају водоводну воду у стамбеном простору                          | 8725     |
| 174 | Појединачна домаћинства која имају тоалет                                                        | 199072   |
| 175 | Појединачна домаћинства која имају канализацију                                                  | 197392   |
| 176 | Појединачна домаћинства која немају канализацију                                                 | 4258     |
| 177 | Појединачна домаћинства која имају електрично светло, довод воде из јавне мреже и канализацију   | 190138   |
| 178 | Појединачна домаћинства без икаквих услова                                                       | 933      |
| 179 | Појединачна домаћинства која имају радио                                                         | 178187   |
| 180 | Појединачна домаћинства која имају телевизор                                                     | 197614   |
| 181 | Појединачна домаћинства која имају фрижидер                                                      | 185628   |
| 182 | Појединачна домаћинства која имају машину за веш                                                 | 158646   |
| 183 | Појединачна домаћинства која имају аутомобил или комби                                           | 121925   |
| 184 | Појединачна домаћинства која имају рачунар                                                       | 96448    |
| 185 | Појединачна домаћинства која имају фиксну телефонску линију                                      | 116496   |
| 186 | Појединачна домаћинства која имају мобилни телефон                                               | 168648   |
| 187 | Појединачна домаћинства која имају приступ интернету                                             | 73971    |